# 冰霜鵝膏
冰霜鵝膏(Amanita frostiana)，是美國東部和加拿大東南部的一種小型真菌，它的顏色通常為黃色，紅色或帶著一點紅色的粉紅色。

## 描述
這個物種的某些顯著特徵使人能將它與該屬的其他鵝膏菌區分開來。例如它的菌傘膜的顏色為黃色到乳白色之間。

## 參自
1. ↑  R. E., Tulloss. .   [2021-04-30]. （原始内容存档于2011-07-14）.
2. ↑  . Index Fungorum.   [2021-04-30]. （原始内容存档于2021-05-01）.